# Bangabhaban

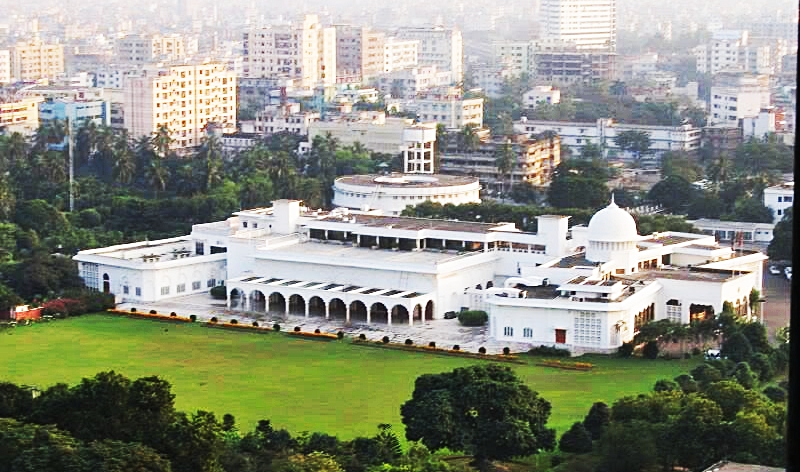
Bangabhaban in Dhaka

Das Bangabhaban bengalisch বঙ্গভবন („Haus Bengalens“) ist ein Gebäudekomplex in Dhaka und die offizielle Residenz des Staatspräsidenten von Bangladesch. Vor 1947, zur Zeit Britisch-Indiens war das Gebäude eine der Residenzen des britischen Vizekönigs und Generalgouverneurs von Indien. Von 1947 bis 1971 residierte hier der Generalgouverneur von Ostpakistan.

## Geschichte
Im Jahr 1905 wurde die Teilung der Präsidentschaft Bengalen in zwei neue Provinzen, Bengalen und Ostbengalen und Assam geteilt. Die Provinz Bengalen behielt die alte Provinzhauptstadt Kalkutta und für die neue Provinz wurde Dacca (heute: Dhaka) als Hauptstadt ausgewählt. Von 1905 bis 1911 wurde daher das Governor House, das heutige Bangabhaban als repräsentatives Verwaltungsgebäude im britischen Mogulstil errichtet. Der erste Gouverneur der neuen Provinz, Joseph Bamfylde Fuller nahm am 14. Februar 1906 seinen Sitz in der neuen Residenz. Die Teilung Bengalens wurde 1911 unter dem Druck der öffentlichen Agitation dagegen wieder rückgängig gemacht und Dacca verlor seine Rolle als Sitz der Provinzialregierung wieder an Kalkutta. Nach dem Ende der britischen Kolonialzeit wurde das Gebäude 1947 Sitz des Generalgouverneurs von Ostpakistan. 1961 wurde das Gebäude durch einen Sturm beschädigt und bis 1964 rekonstruiert.
Im Bangladesch-Krieg 1971 erlitt das Gebäude erneut deutliche Schäden, die beseitigt wurden. Nachdem Ostpakistan 1971 unter dem Namen Bangladesch unabhängig geworden war, erhielt das Gebäude seinen heutigen Namen und wurde Sitz des Staatspräsidenten.
Zur 100-Jahr-Feier der Eröffnung erschien eine 400-seitige Festschrift 'Hundred Years of Bangabhaban' („Hundert Jahre Bangabhaban“) in englischer und bengalischer Sprache, die in einer kleinen Zeremonie am 15. Februar 2006 im Darbar Hall des Bangabhaban der Öffentlichkeit präsentiert wurde.

## Lage
Das Gebäude befindet sich in der Hauptstadt Dhaka, inmitten eines etwa 23,5 Hektar großen Geländes, das von Mauern umgeben ist, südlich des Geschäftsbezirks Dilkhusha und südwestlich des Geschäftsbezirks Motijheel liegt.